# Дмитрієв Віктор Володимирович
Ві́ктор Володи́мирович Дми́трієв — старшина Збройних сил України, учасник російсько-української війни.
Старшина, 95-а аеромобільна бригада, поранений в боях.

## Нагороди
20 червня 2014 року — за особисту мужність і героїзм, виявлені у захисті державного суверенітету та територіальної цілісності України, вірність військовій присязі під час російсько-української війни, відзначений — нагороджений орденом «За мужність» III ступеня.